# Hrvatski malonogometni kup 2021./22.
Hrvatski malonogometni kup za sezonu 2021./22. je igran u jesen 2021. godine. Natjecanje je osvojio klub "Novo Vrijeme" iz Makarske.

## Sustav natjecanja
Sudjeluje 16 futsal klubova, koji igraju jednostrukim kup-sustavom. Sudionici su 13 klubova koji imaju najbolji koeficijent u uspješnosti u kupu u posljednjih 5 sezona, te 3 kluba - pobjednici regionalnih kupova. Posljednje četiri momčadi igraju završni turnir. 

## Rezultati

### Osmina završnice
Igrano od 12. do 24. studenog 2021. godine.

| datum              | par                                            | rez.          | napomene                                              | izvještaji |
| ------------------ | ---------------------------------------------- | ------------- | ----------------------------------------------------- | ---------- |
| 12. studenog 2021. | Square Dubrovnik - Alumnus Sesvete             | 6:2           |                                                       |            |
| 12. studenog 2021. | Petrinjčica Petrinja - Aurelia Futsal Vinkovci | 2:6           | igrano u Popovači                                     |            |
| 13. studenog 2021. | Našice - Novo Vrijeme Makarska                 | 0:3 p.f.      | "Našice" odustale, te "Novo Vrijeme" prošlo bez borbe |            |
| 13. studenog 2021. | Universitas Split - Vrgorac                    | 4:4 (4:3 pen) | "Universitas" prošao boljim izvođenjem šesteraca      |            |
| 13. studenog 2021. | Crnica Šibenik - Uspinjača Gimka Zagreb        | 4:2           |                                                       |            |
| 17. studenog 2021. | Nova Gradiška - Split                          | 6:2           |                                                       |            |
| 17. studenog 2021. | Brod 035 Slavonski Brod - Futsal Dinamo Zagreb | 1:7           |                                                       |            |
| 24. studenog 2021. | Futsal Pula - Olmissum Omiš                    | 2:6           |                                                       |            |

### Četvrtzavršnica
Igrano od 27. studenog do 1. prosinca 2021.

| datum              | par                                       | rez. | napomene | izvještaji |
| ------------------ | ----------------------------------------- | ---- | -------- | ---------- |
| 27. studenog 2021. | Olmissum Omiš - Futsal Dinamo Zagreb      | 5:3  |          |            |
| 30. studenog 2021. | Universitas Split - Novo Vrijeme Makarska | 2:3  |          |            |
| 30. studenog 2021. | Crnica Šibenik - Aurelia Futsal Vinkovci  | 5:3  |          |            |
| 1. prosinca 2021.  | Square Dubrovnik - Nova Gradiška          | 5:2  |          |            |

### Završni turnir
Final four turnir održan u Puli u dvorani Dom sportova „Mate Parlov” 10. i 11. prosinca 2021. godine.

| klub1          | rez.          | klub2                 | napomene                                      | izvještaji    |
| poluzavršnica  | poluzavršnica | poluzavršnica         | poluzavršnica                                 | poluzavršnica |
| -------------- | ------------- | --------------------- | --------------------------------------------- | ------------- |
| Olmissum Omiš  | 4:4 (4:3 pen) | Square Dubrovnik      | "Olmissum" prošao boljim izvođenjem šesteraca |               |
| Crnica Šibenik | 5:6           | Novo Vrijeme Makarska |                                               |               |
|                |               |                       |                                               |               |
| završnica      |               |                       |                                               |               |
| Olmissum Omiš  | 2:6           | Novo Vrijeme Makarska | "Novo Vrijeme" osvajač kupa                   |               |

## Vanjske poveznice
- semafor.hns.family
- crofutsal.com, Hrvatski malonogometni kup
- (engl.) futsalplanet.com, Competitions